# Oligoschwefeldinitride
Oligoschwefeldinitride sind anorganische chemische Verbindungen des Schwefels aus der Gruppe der kovalenten Nitride. Die Verbindungen gehört neben dem Tetraschwefeltetranitrid, dem Dischwefeldinitrid, dem Tetraschwefeldinitrid, dem Monoschwefelmononitrid, dem Pentaschwefelhexanitrid und dem polymeren Polythiazyl (SN)x zur Gruppe der Schwefel-Stickstoff-Verbindungen oder Schwefelnitride. Die allgemeine Summenformel lautet SxN2, wobei Verbindungen mit einem Schwefelgehalt mit x = 11, 15, 16, 17, 19 bekannt sind.
| Name                      | Formel | CAS-Nummer | Schmelzpunkt | Bemerkungen      |
| Undecaschwefeldinitrid    | S11N2  | 25417-75-8 | 150 °C       |                  |
| Pentadecaschwefeldinitrid | S15N2  | 11128-69-1 | 137 °C       | gelber Feststoff |
| Hexadecaschwefeldinitrid  | S16N2  | 11128-70-4 | 122 °C       | gelber Feststoff |
| Heptadecaschwefeldinitrid | S17N2  | 31411-38-8 | 97 °C        |                  |
| Nonadecaschwefeldinitrid  | S19N2  | 31411-37-7 |              |                  |

Die Oligoschwefeldinitride SxN2 mit x = 15, 16, 17, 19 ergeben sich durch die Umsetzung von Heptaschwefelimid S7NH mit den entsprechenden Schwefeldichloriden SnCl2 mit n = 1, 2, 3, 5. Es ergibt sich eine Grundstruktur S7N–Sn–NS7, wobei zwei S7N-Ringstrukturen über ein, zwei, drei bzw. fünf Schwefelatome verbunden sind.
Das Undecaschwefeldinitrid S11N2 resultiert aus der Umsetzung von 1,3-Hexaschwefeldiimid mit Pentaschwefeldichlorid. Hier ergibt sich eine über die Stickstoffatome verbrückte bicyclische Struktur.